# Campylidium
Campylidium là một chi rêu trong họ Amblystegiaceae.